# Yalpa
Yalpa là một chi bướm đêm thuộc họ Geometridae.